# سنگ و زمرد
سنگ و زمرد (به هندی: Patthar Aur Payal) فیلمی محصول سال ۱۹۷۴ و به کارگردانی هارمش مالهوترا است. در این فیلم بازیگرانی همچون درمندرا، هما مالینی، وینود کانا، آجیت خان، راجیندرا نات، شامی کاپور ایفای نقش کرده‌اند.